# Pavetta stenosepala
Pavetta stenosepala är en måreväxtart som beskrevs av Karl Moritz Schumann. Pavetta stenosepala ingår i släktet Pavetta och familjen måreväxter.

## Underarter
Arten delas in i följande underarter:
- P. s. kisarawensis
- P. s. stenosepala